# Sinus Fidei
El Sinus Fidei (Bahía de la Fidelidad) es una bahía lunar situada en la parte norte del Mare Vaporum. Los Montes Apenninus se encuentran al norte y el Lacus Felicitatis al este.
El nombre de la bahía fue aprobado por la Unión Astronómica Internacional en 1976.
La bahía, compuesta de lava basáltica, tiene forma triangular, con un diámetro de 70.7 km. En la parte norte de la bahía se encuentra una grieta sinuosa, denominada Rima Conon, que sigue un curso hacia el sureste. La grieta tiene una longitud de 37 km y una anchura de unos 2 km.
Más allá de la bahía, al norte, se localiza el cráter Conon de 21 km de diámetro. El epónimo hace referencia al astrónomo y matemático griego Conon de Samos.

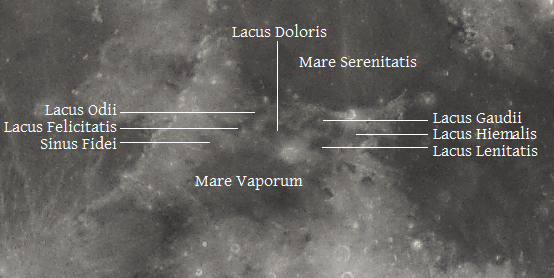
Vista general de la zona de Sinus Fidei